# Dolichoderus australis
Dolichoderus australis är en myrart som beskrevs av Andre 1896. Dolichoderus australis ingår i släktet Dolichoderus och familjen myror. Inga underarter finns listade i Catalogue of Life.